# Гейл, Уолтер Фредерик
Уолтер Фредерик Гейл (англ. Walter Frederick Gale; 27 ноября 1865 — 1 июня 1945) — австралийский банкир. Гейл родился в Пэддингтоне (Новый Южный Уэльс, Австралия). С раннего возраста он увлекался астрономией и в 1884 году построил свой собственный телескоп.
Гейл открыл несколько комет, включая потерянную комету 34D/Гейла. Также он открыл несколько двойных звезд. В 1892 году Гейлом были описаны оазисы и каналы на Марсе. В 1935 году Уолтер Гейл был удостоен медали Джексон-Гвилт Королевского астрономического общества за «открытия комет и работу на благо астрономии в Новом Южном Уэльсе».
В честь учёного назван ударный кратер на Марсе — кратер Гейла.